# Perenethis venusta
Espèce
Synonymes
- Dolomedes stilatus Karsch, 1878
- Perenethis parkinsoni Dahl, 1908
- Perenethis kawangisa Barrion & Litsinger, 1995

Perenethis venusta est une espèce d'araignées aranéomorphes de la famille des Pisauridae.

## Distribution
Cette espèce se rencontre en Inde, en Birmanie, en Thaïlande, à Singapour, au Japon, à Taïwan, aux Philippines, en Papouasie-Nouvelle-Guinée et en Australie,.

## Description

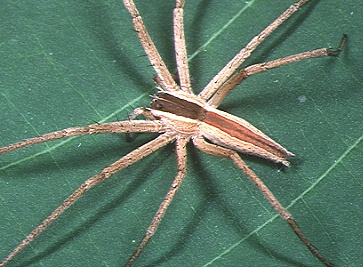
Perenethis venusta ♀

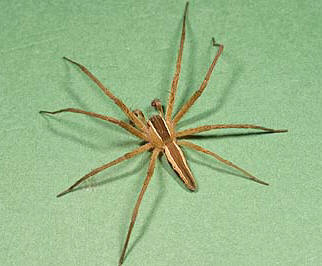
Perenethis venusta ♂

Le mâle décrit par Sierwald en 1997 mesure 10,6 mm et la femelle 10,4 mm.
Le mâle décrit décrit par Raven et Hebron en 2018 mesure 8,4 mm et la femelle 9,4 mm.

## Publication originale
- L. Koch, 1878 : Die Arachniden Australiens. Nürnberg, vol. 1, p. 969-1044 (texte intégral).